# Моцамета (село)
Моцамета (груз. მოწამეთა) — село в Грузии, на территории Ткибульского муниципалитета края (мхаре) Имеретия.

## География
Село находится в западной части Грузии, на правом берегу реки Цкалцителы, на расстоянии приблизительно 19 километров (по прямой) к западо-юго-западу от города Ткибули, административного центра муниципалитета. Абсолютная высота — 257 метров над уровнем моря.

## Население
По результатам официальной переписи населения 2014 года, в Моцамете проживало 187 человек (90 мужчин и 97 женщин). В национальной структуре населения грузины составляли 99,5 %, украинцы — 0,5 %.
| Год  | Население, человек |
| ---- | ------------------ |
| 2002 | 210                |
| 2014 | ↘ 187              |